# Ван Чжаого
Ван Чжаого (род. в июле 1941, Таншань, пров. Хэбэй) — китайский политический деятель, член Политбюро ЦК КПК (2002—2012), председатель ВФП (2002—2013) и 1-й (по перечислению) зампред ПК ВСНП (2003—2013). Ранее также зампред НПКСК (1993—2003) и завотделом единого фронта ЦК КПК (1992—2002), секретарь ЦК КПК (1985—1987), начальник Канцелярии ЦК КПК (1985—1986), 1-й секретарь комсомола Китая (1982-84). В 1990—1996 гг. возглавлял Управление по делам Тайваня. В 1987—1990 гг. губернатор пров. Фуцзянь.
Член КПК с декабря 1965 года, член ЦК КПК с 12 созыва, секретарь ЦК 12 созывас 1985, член Политбюро 16-17 созывов.

## Биография
По национальности ханец.
Окончил энергетический факультет Харбинского технологического института, где обучался в 1961—1966 гг., инженер-механик по турбинам. После окончания работал на Втором автомобильном заводе, где также занимался комсомольской и партийной работой.
В 1979—1982 гг. глава парткома Второго автомобильного завода.
В 1982-84 гг. 1-й секретарь комсомола Китая. На этом посту его сменил будущий генсек ЦК КПК Ху Цзиньтао.
В 1984—1986 гг. начальник Канцелярии ЦК КПК.
В 1985—1987 гг. секретарь ЦК КПК.
В 1987—1990 гг. губернатор пров. Фуцзянь.
В 1990—1996 гг. возглавлял Управление по делам Тайваня.
Сменил в этой должности Дин Гуаньгэня, который после этого в 1990—1992 гг. заведовал Отделом единого фронта ЦК КПК, где его затем также сменил Ван Чжаого — он будет завотделом единого фронта ЦК КПК в 1992—2002 гг., а в 1993—2003 гг. также зампредом ВК НПКСК 8-9 созывов (в восьмом — 4-й, а в девятом — 3-й по перечислению).
В 2002—2013 годах председатель Всекитайской федерации профсоюзов (ВФП) и в 2003—2013 гг. также заместитель председателя Постоянного комитета Всекитайского собрания народных представителей (ПК ВСНП) 10-11 созывов, первый по перечислению.